# Malanów (Groot-Polen)
Malanów is een dorp in het Poolse woiwodschap Groot-Polen, in het district Turecki. De plaats maakt deel uit van de gemeente Malanów en telt 1607 inwoners.